# D617 (Nord)
De D617 is een departementale weg in het Franse Noorderdepartement. De weg loopt van Rijsel via Bondues en Roncq naar de grens met België. In het België loopt de weg als N32 verder naar Menen en Roeselare.

## Geschiedenis
Oorspronkelijk was de D617 onderdeel van de N17. In 2006 werd de weg overgedragen aan het Noorderdepartement, omdat de weg geen belang meer had voor het doorgaande verkeer vanwege de parallelle autosnelweg A22. De weg is toen omgenummerd tot D617.